# Parque eólico de Rio do Fogo
O Parque eólico de Rio do Fogo é o terceiro maior parque eólico do Brasil localizado na cidade de Rio do Fogo (distante 81 km de Natal) no estado brasileiro do Rio Grande do Norte. O Parque Eólico Rio do Fogo tem 62 aerogeradores e capacidade instalada para produzir 49,3 Mega Watts (MW), ou 800 kW para cada um dos 62 aerogeradores distribuídos em uma enorme área de dunas, relativamente próximo à praia. Foi inaugurado em julho de 2006 e a época já foi o maior da América Latina.